# XF5

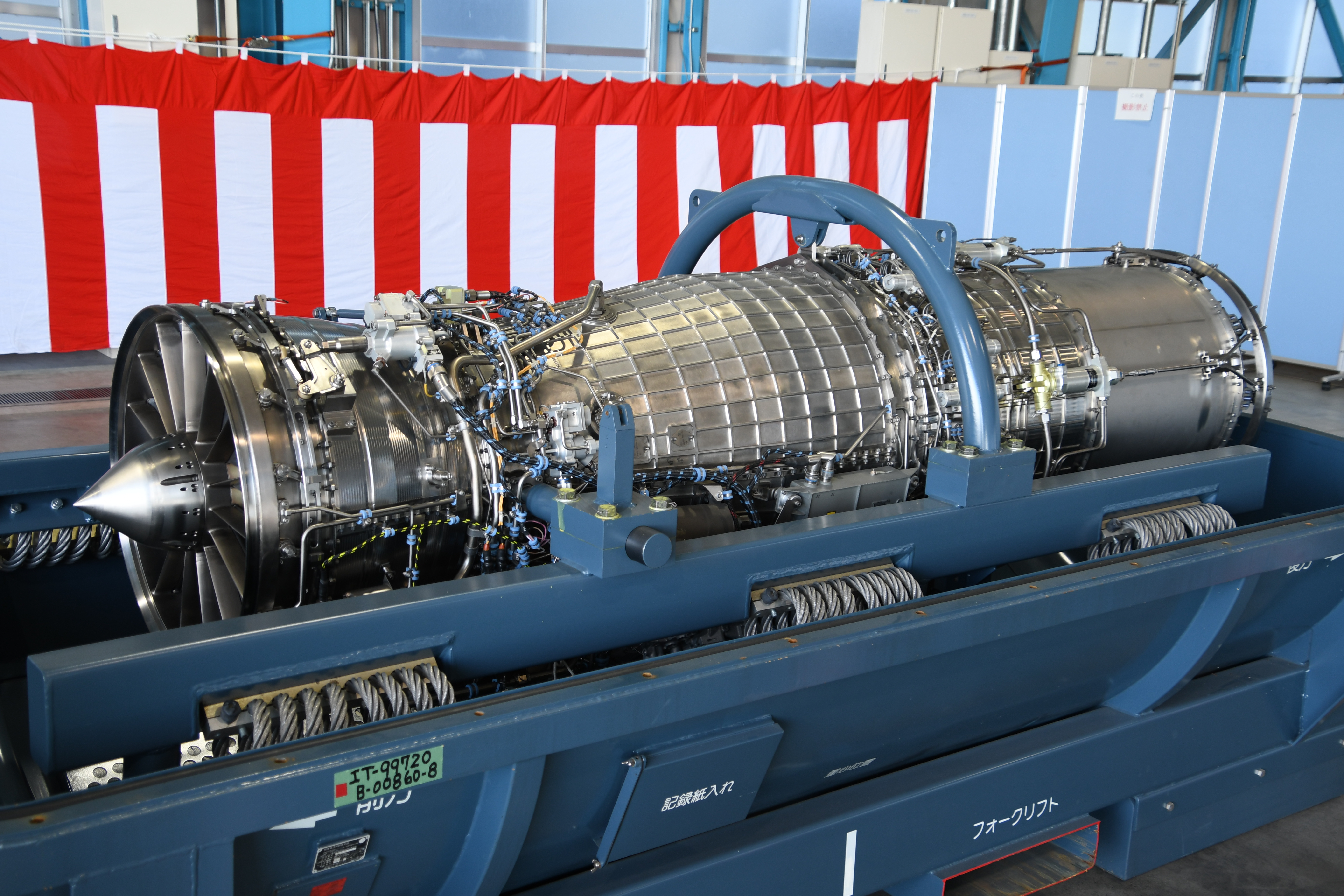
XF5-1

XF5는 일본 IHI 제조사가 개발한 항공기용 엔진이다. 미쓰비시가 개발중인 스텔스기 X-2에 탑재된다.

## 개발

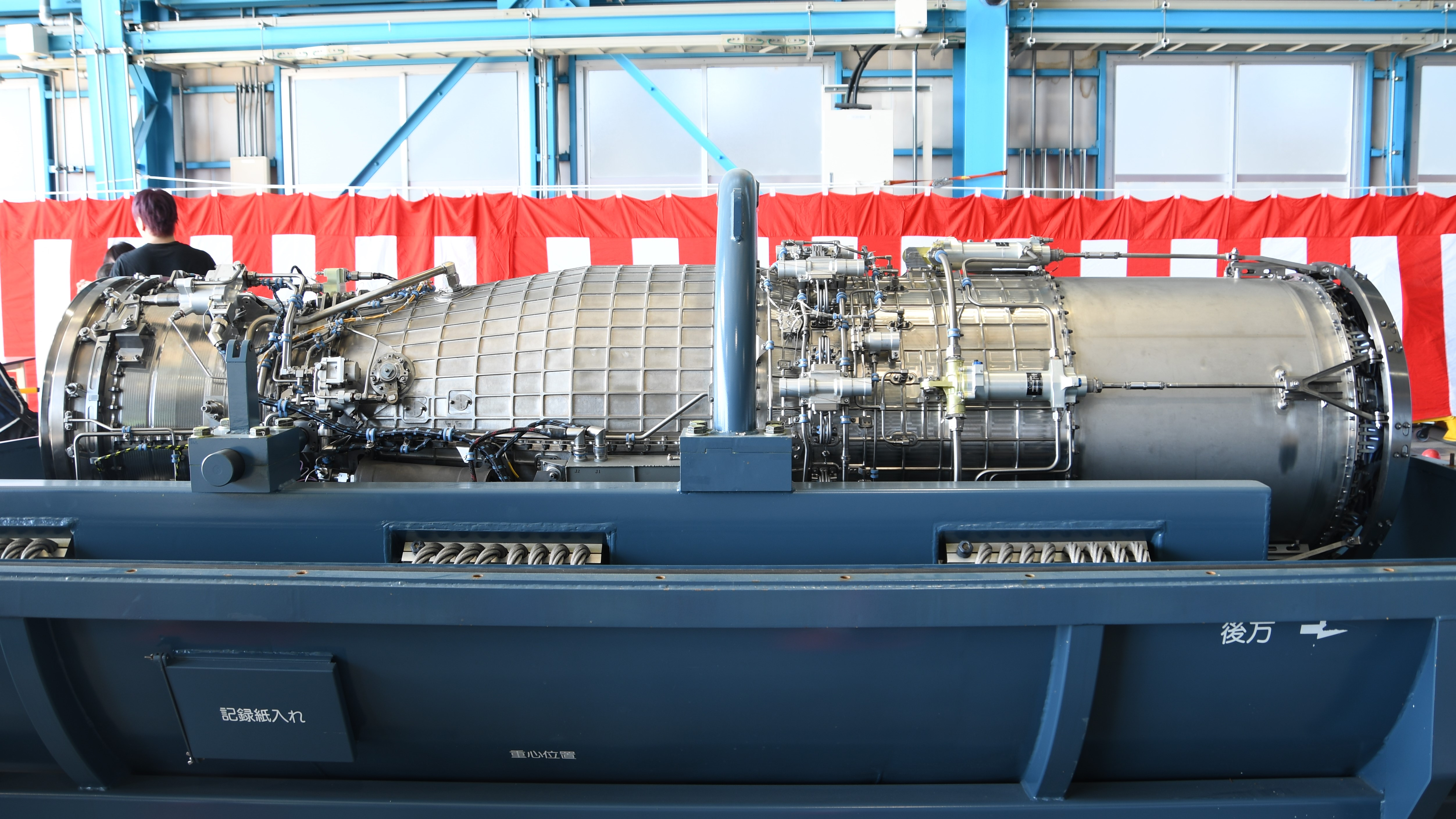
XF5-1

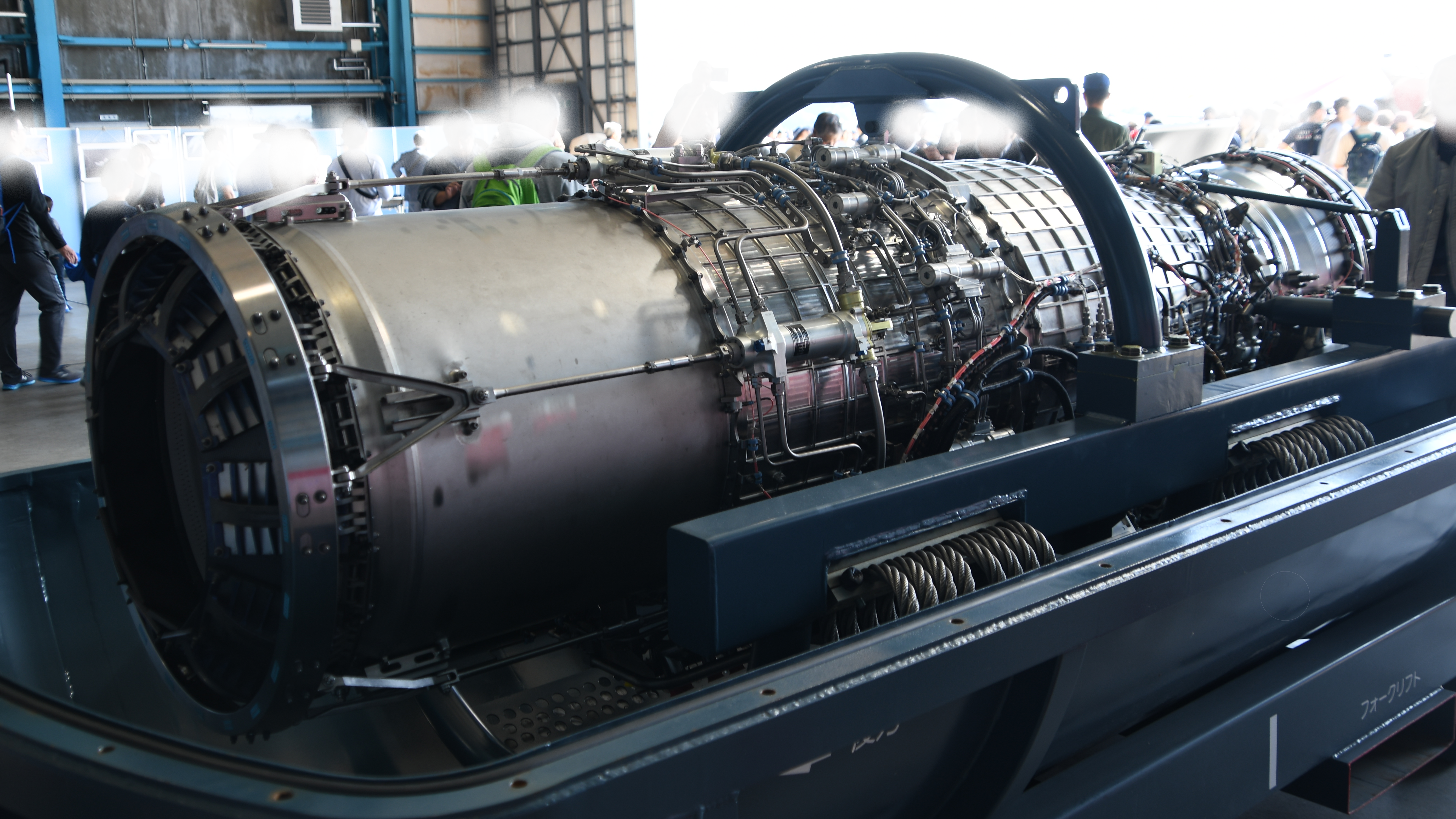
XF5-1

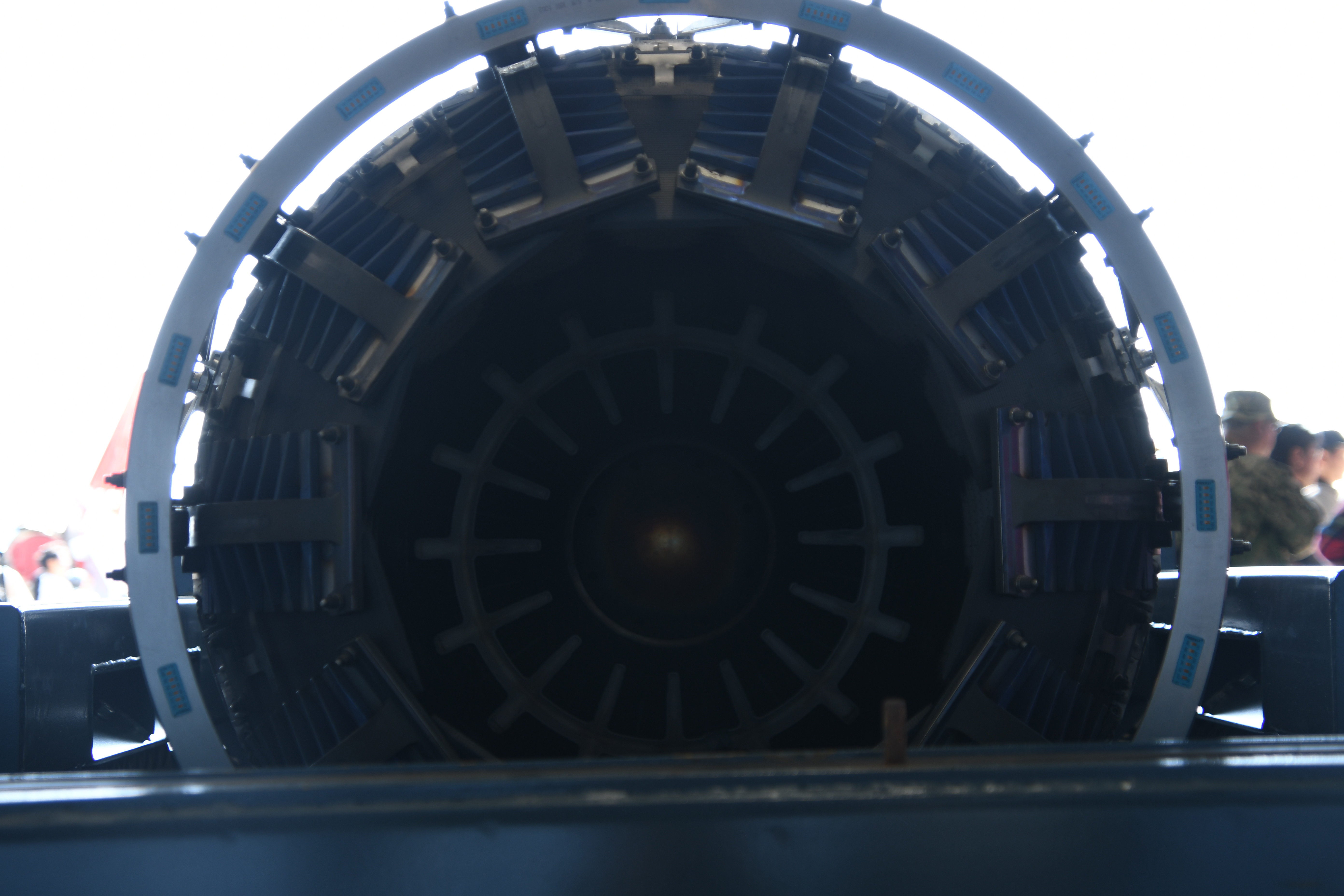
XF5-1

## 일본 IHI 제조사의 군용기용 엔진
- 일본 - XF-3 : 가와사키 T-4 훈련기

- 일본 - XF-5 : 미쓰비시 X-2 스텔스기

- 일본 - XF-7 : 가와사키 P-1 초계기

## 제원

### 일반적 특성
- 형식 : 애프터있는 터보 팬 엔진
- 길이 : 3m
- 직경 : 0.6m
- 건조 중량 : 644kg

### 구성 요소
- 압축기 : 팬 3 장 6 단 축류 압축기
- 전체 압력비 : 26
- 연소기 : 아뉴라 형
- 터빈 : 1 단 저압 · 1 단 고압 터빈

### 성능
- 추력 : 49 K N (약 5t, 애프터 버너 사용시)
- 터빈 입구 온도 : 1,600 ℃
- 추력 중량비 : 7.8 : 1 (애프터 버너 사용시)

## 같이 보기
- F3 (엔진)
- F7 (엔진)
- 항공기 엔진 제조업체 목록